# Alain Laubreaux
Pour les articles homonymes, voir Laubreaux.
Alain Laubreaux, né le 9 octobre 1899 à Nouméa et mort le 15 juillet 1968 à Madrid, est un journaliste et écrivain français.
Principalement connu pour ses critiques de théâtre dans Je suis partout, il est condamné à mort par contumace en 1947 pour faits de collaboration.

## Biographie
Fils d'un homme d'affaires installé depuis 1898 en Nouvelle-Calédonie, il y passe sa jeunesse et la colonie française marquera plusieurs de ses récits ultérieurs.
Alain Laubreaux a pour frères Raymond Laubreaux, futur enseignant au lycée Rodin à Paris, et qui écrira plusieurs ouvrages et critiques sur le théâtre tout comme lui, et Félicien Laubreaux, né en 1905, qui sera collaborationniste et prisonnier de guerre en Allemagne puis libéré tout en continuant d'exprimer durant sa captivité son adhésion à la politique de collaboration en qualité de rédacteur en chef du journal de l'Amicale des travailleurs français en Allemagne de 1942 à 1944.
Alain Laubreaux se rend en métropole pour finir sa scolarité au lycée Louis-le-Grand. Il retourne un temps en Nouvelle-Calédonie après la Première Guerre mondiale et, après avoir exercé comme clerc de notaire, il y fait ses armes dans le journalisme en y fondant avec son père le Messager de la Nouvelle-Calédonie en 1919, journal dont il écrit l'essentiel des articles et dont il fait seul la mise en page.
En 1921, il revient en France métropolitaine et sert tour à tour dans Le Journal (quotidien fortement ancré à droite, anticommuniste et ne cachant pas alors son admiration pour le régime fasciste de Mussolini, Laubreaux n'y écrit alors que pour la rubrique dite des « chiens écrasés ») puis à L'Œuvre (au contraire plutôt à gauche et pacifiste). Il se spécialise bientôt comme critique littéraire auprès du quotidien radical Dépêche de Toulouse (ancêtre de la Dépêche du Midi). Il est également rédacteur en chef du Paris matinal à partir de 1927 et de L'Européen à partir de 1929. Malgré ses convictions républicaines, il écrit un temps pour la revue maurrassienne Candide. Il fut avant-guerre le secrétaire d'Henri Béraud, mais une sombre affaire de plagiat entachera leur relation qui prendra fin en 1928.
En 1936, il entre à l'hebdomadaire Je suis partout, journal antisémite où il remplit la fonction de critique de théâtre, tout en traitant occasionnellement de sujets politiques. Il y tient des positions pacifistes et antisémites, prônant l'entente avec l'Allemagne. Lucien Rebatet, autre journaliste de Je suis partout, expliquera l'attitude collaborationniste de Laubreaux en ces termes : « Avec lui, aucune équivoque. Venu de plusieurs bandes de réfractaires et de radicaux-socialistes toulousains fort débraillés dans leurs convictions, il n'avait pas à secouer comme nous des scrupules d'hommes de droite. Aucun débris de dogmes ne l'embarrassait. On peut dire qu'il s'était rallié à nous d'instinct, en 1936, du jour où ses amis démocrates avaient commencé d'agiter le boute-feu. Pas le moindre débat de conscience dans son cas, pas une seule de ces ridicules bouffées de chaleur que nous avions presque tous à confesser ».
Il est arrêté le 3 juin 1940 sur ordre de Georges Mandel, nouveau  ministre de l'Intérieur du gouvernement Paul Reynaud qui fait arrêter des intellectuels d'extrême droite favorables à l'Allemagne nazie, et placé deux jours plus tard en détention à la prison de la Santé avec Charles Lesca, autre collaborateur de Je suis partout. Il est libéré par ordonnance du juge d'instruction au Tribunal militaire de la 12e région en date à Périgueux du 6 août 1940, laquelle indique que « l'inculpation se base sur des allégations vagues, que rien de précis n'a été établi à l'encontre des inculpés et qu'il ne suffit pas de se borner à prétendre que leur activité est douteuse et leurs ressources mal établies ».
Il soutient régulièrement et fanatiquement dans ses articles la politique de collaboration. En plus de sa participation à Je suis partout, il écrit également durant la guerre dans les principaux journaux collaborationnistes, dont Le Cri du peuple et Le Petit Parisien et il donne une conférence ayant pour sujet "Vingt ans de corruption", consacrée, selon le compte-rendu publié par l'hebdomadaire Je suis partout aux « malversations, escroqueries et crimes de sang d'Israël ».
Vouant depuis « près de vingt années » une haine féroce au poète Robert Desnos qui l'avait giflé, il fut soupçonné, par Desnos lui-même et par son entourage, d'avoir joué un rôle dans son arrestation, le 22 février 1944 par la Gestapo ; d'après le témoignage de Pierre Berger, Laubreaux intervint personnellement pour que Desnos fût déporté par le prochain convoi, alors que sa compagne Youki avait réussi à lui éviter le voyage. Pour Pierre Barlatier, Laubreaux est le responsable de la mort de Desnos.
C'est également Laubreaux qui lance une campagne de presse sur les origines "douteuses" du comédien Harry Baur (il avait du reste fait de même avec Robert Desnos), traité de "néo-aryen". Malgré son démenti formel, Harry Baur est arrêté par les nazis le 30 mai 1942, et passe quatre mois en prison à la section IV J de la Gestapo, dans des conditions particulièrement pénibles. Il y subit plusieurs séances de torture, dont une d'une douzaine heures. Relâché, le comédien reste très affaibli et décède six mois plus tard, à 62 ans, du résultat de ces sévices.
À la Libération, Laubreaux trouve refuge en août 1944 dans l'Espagne de Franco, auprès de Georges et Maud Guilbaud. Accusé d'atteinte à la sûreté extérieure de l'État, il est condamné à mort par contumace le 5 mai 1947 par la Cour de Justice de la Seine.

### Vie privée
Il a un fils Philippe Laubreaux (1941-2013), également journaliste.

## Anecdote
Connu pour ses critiques acides, il était craint et haï par une bonne partie du monde du spectacle. Ainsi, durant l'Occupation, Alain Laubreaux fut frappé publiquement, le 12 juin 1941, par Jean Marais, qu'il avait appelé « l'homme au Cocteau entre les dents », et qui lui reprochait notamment d'avoir éreinté la pièce La Machine à écrire, de Jean Cocteau,,. L'anecdote inspira librement la scène du film Le Dernier Métro, où le comédien interprété par Gérard Depardieu s'en prend à Daxiat, le critique de Je suis partout incarné par Jean-Louis Richard,,,.

### Sources
- P. O'Reilly, Calédoniens : Répertoire bio-bibliographique de la Nouvelle-Calédonie, Publications de la Société des Océanistes, no 3, éd. Musée de l'Homme, Paris, 1953.